# Sollefteå kommun
Sollefteå kommun är en kommun i landskapet Ångermanland i Västernorrlands län. Centralort är Sollefteå.
Kommunen har ett kuperat landskap med en jämn överyta. I framförallt den nordvästra delen av kommun finns ett rutnätsliknande sprickdalssystem. I sydvästra delen av kommunen finns rikligt med myrmark. Genom kommunen flyter Ångermanälven och Faxälven. 
Skogs- och elproduktionsindustri dominerade det lokala näringslivet i början av 2020-talet, liksom offentlig förvaltning. Kommunen är en av Sveriges viktigaste områden för produktion av vattenel. 
Sedan kommunen bildades 1971 har kommunen, med undantag för ett fåtal år, haft befolkningsminskning. Största parti i samtliga val har varit Socialdemokraterna. Men i valet 2022 skedde ett skifte där Centerpartiet dubblade sina mandat och därmed blev största parti.

## Administrativ historik
Kommunens område motsvarar socknarna: Boteå, Ed, Edsele, Graninge, Helgum, Junsele, Långsele, Multrå, Ramsele, Resele, Sollefteå, Sånga, Ådals-Liden och Överlännäs. I dessa socknar bildades vid kommunreformen 1862 landskommuner med motsvarande namn. 
Sollefteå municipalsamhälle inrättades i Sollefteå landskommun 20 februari 1885 och upplöstes 1902 när Sollefteå köping bildades vilken 1917 ombildades till Sollefteå stad. Sollefteå landskommun införlivades i staden 1945. 
Vid kommunreformen 1952 bildades i området "storkommunerna": Boteå  (av Boteå, Styrnäs, Sånga och Överlänna), Helgum (oförändrad), Långsele (av Graninge och Långsele), Junsele (oförändrad), Ramsele (av Edsele och Ramsele), Resele (av Ed och Resele) och Ådals-Liden (oförändrad). Samtidigt uppgick Multrå landskommun i Sollefteå stad.
Sollefteå kommun bildades vid kommunreformen 1971 av Sollefteå stad och landskommunerna Helgum, Långsele, Junsele, Resele och Ådals-Liden. 1974 införlivades Ramsele kommun och den större delen av Boteå kommun.
Kommunen ingick från bildandet till 25 februari 2002 i Sollefteå domsaga och ingår sen dess i Ångermanlands domsaga.

## Geografi
Sollefteå kommun ligger i den nordvästra delen av Västernorrlands län och gränsar till kommunerna Sundsvall, Timrå, Härnösand och Kramfors i söder, till Örnsköldsviks kommun i öster, de i Västerbottens län belägna kommunerna Dorotea och Åsele i norr samt Jämtlands län i nordväst (Strömsunds kommun) och väst (Ragunda kommun).

### Topografi och hydrografi
Kommunen har ett kuperat landskap med en jämn överyta. I framförallt den nordvästra delen av kommun finns ett rutnätsliknande sprickdalssystem. Granit och gnejs dominerar berggrunden som primärt täcks av morän klädd med barrskog. I sydvästra delen av kommunen finns rikligt med myrmark. 
Inlandsisen avsmältning ledde till att de nordväst–sydöstliga dalgångarna fördjupades. Det medförde även att det i dalgångarna avsattes finkorniga sediment. De nutida älvarna, framförallt Ångermanälven, har skurit ut höga och branta nipor i dessa sediment. Vid Betarsjön och vid Långvattnet finns vackra isälvsdeltan.
Nedan presenteras andelen av den totala ytan 2020 i kommunen jämfört med riket.
|  | Bebyggelse (1,9 %) |

|  | Skog (86,5 %) |

|  | Öppen myrmark (5,2 %) |

|  | Jordbruksmark (1,4 %) |

|  | Övrig mark (5,1 %) |

|  | Bebyggelse (3,1 %) |

|  | Skog (68,0 %) |

|  | Öppen myrmark (7,2 %) |

|  | Jordbruksmark (7,4 %) |

|  | Övrig mark (14,3 %) |

### Naturskydd
År 2022 fanns 55 naturreservat i Sollefteå kommun, av dessa var 21 klassade som Natura 2000 områden.
Oringsjö naturreservat bildades 1985 och är 129 hektar. Reservatet utgörs dels av Mobodarnas fäbodvall som byggdes kring sekelskiftet 1800 och dels av naturskog. I naturskogen hittas arter som gränsticka, rosenticka, ullticka, rynkskinn, lappticka, timmerticka och ostticka. Bland kärlväxter återfinns bland annat lappranunkel. Ett annat exempel på naturreservat i kommunen är Röåforsarna som bildades 2020. Inom reservatet ryms Röån med flodpärlmusslor, länets största oreglerade sjö Betarsjön och en del av det kulturhistoriska landskapet kring ån.

### Administrativ indelning
Fram till 2016 var kommunen för befolkningsrapportering indelad i 12 församlingar: 

- Boteå
- Eds
- Graninge
- Helgums
- Junsele
- Långsele
- Multrå-Sånga
- Ramsele-Edsele
- Resele
- Sollefteå
- Ådals-Lidens
- Överlännäs

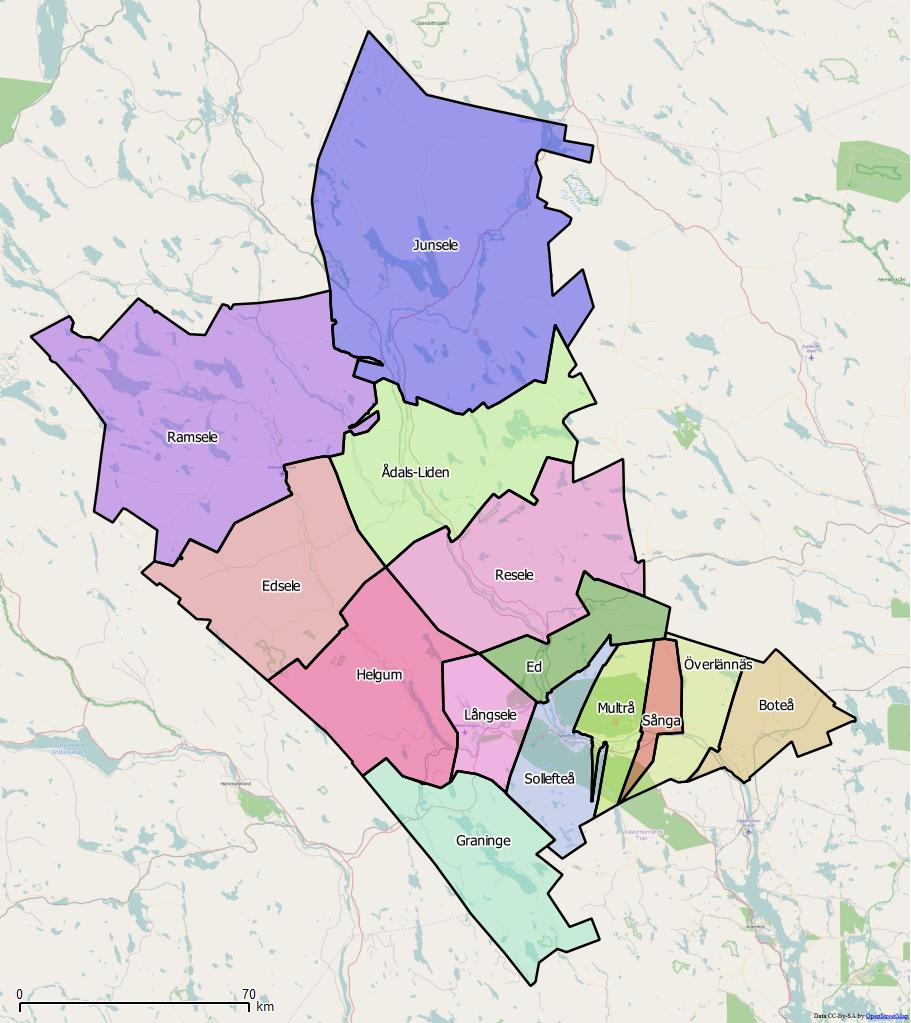
Distrikt (socknar) inom Sollefteå kommun

Från 2016 indelas kommunen istället i 14 distrikt, vilka motsvarar de tidigare socknarna:

- Boteå
- Ed
- Edsele
- Graninge
- Helgum
- Junsele
- Långsele
- Multrå
- Ramsele
- Resele
- Sollefteå
- Sånga
- Ådals-Liden
- Överlännäs

### Tätorter
År 2020 bodde 64,5 procent av kommunens invånare i någon av kommunens tätorter, vilket var lägre än motsvarande siffra för riket där genomsnittet var 87,6 procent. Vid Statistiska centralbyråns tätortsavgränsning 2020 fanns det fem tätorter i Sollefteå kommun: 
| Nr | Tätort    | Befolkning |
| -- | --------- | ---------- |
| 1  | Sollefteå | 8 527      |
| 2  | Långsele  | 1 550      |
| 3  | Ramsele   | 808        |
| 4  | Junsele   | 779        |
| 5  | Näsåker   | 509        |

## Styre och politik

### Styre
Mandatperioden 2010–2014 styrdes kommunen av Socialdemokraterna och Vänsterpartiet, vilka samlade 24 av 45 mandat i kommunfullmäktige. Efter valet 2014 behöll samma koalition makten med bibehållet antal mandat.
I valet 2018 tappade Socialdemokraterna fem mandat. Något som troligtvis kan förklaras av att den rödgröna majoritetens beslut i regionen att lägga ner BB Sollefteå spillde över på partiet lokalt. I oktober 2018 meddelades att en ny majoritetskoalition, mellan Centerpartiet, Västra Initiativet och Vänsterpartiet, var på väg att bildas. I början av 2021 meddelades att Västra Initiativet lämnade koalitionen efter en spricka i frågan om utbyggnad av vindkraft i kommunen.

### Kommunfullmäktige

#### Presidium
| Presidium 2022–2026    | Presidium 2022–2026 | Presidium 2022–2026 |
| ---------------------- | ------------------- | ------------------- |
| Ordförande             | VI                  | Elisabet Sjöström   |
| Förste vice ordförande | C                   | Paul Höglund        |
| Andre vice ordförande  | S                   | Mikael Sjölund      |

#### Mandatfördelning 1970–2022
| 3 | 28 | 12 | 2 | 4 |

| 43 |

| 4 | 34 | 17 |  | 5 |

| 53 |

| 3 | 35 | 17 |  | 5 |

| 47 | 14 |

| 4 | 36 | 14 |  | 6 |

| 43 | 18 |

| 4 | 37 | 12 |  | 6 |

| 42 | 19 |

| 3 | 36 |  | 10 | 3 |  | 6 |

| 43 | 18 |

| 4 | 34 | 4 | 9 | 3 |  | 5 |

| 38 | 23 |

| 3 | 27 |  |  | 7 |  | 3 | 6 |

| 32 | 19 |

| 4 | 31 | 3 | 6 |  |  | 5 |

| 31 | 20 |

| 8 | 25 |  | 5 |  | 4 | 6 |

| 23 | 28 |

| 5 | 21 | 2 | 5 | 3 | 5 | 4 |

| 22 | 23 |

| 4 | 22 | 2 | 6 | 2 | 2 | 7 |

| 23 | 22 |

| 3 | 21 | 2 |  | 4 | 4 | 2 |  | 7 |

| 24 | 21 |

| 3 | 21 |  | 2 | 8 | 4 |  | 5 |

| 24 | 21 |

| 6 | 16 | 3 | 9 | 9 | 2 |

| 25 | 20 |

| 3 | 12 | 4 |  | 5 | 18 |  |  |

| 23 | 22 |

### Nämnder

#### Kommunstyrelse
Totalt har kommunstyrelsen 15 ledamöter.
Till kommunstyrelsen är fyra utskott knutna, vars huvudsakliga uppdrag är att förbereda ärenden inför beslut i kommunstyrelsen. Dessutom har utskotten befogenhet att själva fatta vissa beslut inom sina ansvarsområden. Kommunstyrelsens utskott är: Allmänt, Samhällsutveckling, Vård och omsorg samt Unga och lärande.
| Presidium 2022–2026 | Presidium 2022–2026 | Presidium 2022–2026 |
| ------------------- | ------------------- | ------------------- |
| Ordförande          | C                   | Johan Andersson     |
| Vice ordförande     | VI                  | Birgitta Häggkvist  |

#### Lista över kommunstyrelsens ordförande
- Elisabeth Lassen, Socialdemokraterna, 2002–1 september 2017[24][25]
- Åsa Sjödén, Socialdemokraterna, 1 september 2017–6 januari 2019[26][27]
- Johan Andersson, Centerpartiet, 7 januari 2019–[28][29]

Denna lista hämtas från Wikidata. Informationen kan ändras där.

#### Övriga nämnder
| Nämnd                | Ordförande | Ordförande                 | Vice ordförande | Vice ordförande    |
| -------------------- | ---------- | -------------------------- | --------------- | ------------------ |
| Jävsnämnden          | C          | Arne Eriksson              | VI              | Elisabet Sjöström  |
| Valnämnden           | C          | Paul Höglund               | S               | Jan Lundberg       |
| Överförmyndarnämnden | C          | Kristoffer Svensson Sellin | C               | Harriet Tänglander |

### Vänorter
Sollefteå har följande vänorter:
- Esashi, Japan - Sporadiskt utbyte inom områdena Skola, Utbildning, Kultur, Idrott, Föreningar

## Ekonomi och infrastruktur

### Näringsliv
Skogs- och elproduktionsindustri dominerade det lokala näringslivet i början av 2020-talet, liksom offentlig förvaltning. Kommunen är en av Sveriges viktigaste områden för produktion av vattenel. Bland företag återfanns bland annat energikoncernen Eon Sverige och AQ Enclosure Sollefteå AB.
Kommunen är även ett riksintresseområde av betydelse för rennäringen, vilket utses av Sametinget. Totalt har fem samebyar,  Jiingevaerie, Vournese, Ohredahke, Raedtievaerie samt Vilhelmina södra, samebygränser som omfattar stora delar av kommunen.
År 2015 hade 8 506 personer sin arbetsplats inom Sollefteå kommun, varav 7 608 bodde och arbetade i kommunen och 898 pendlade in från någon annan kommun. Utöver det så pendlade 1 231 invånare till arbetsplatser utanför kommungränsen.
| Arbetspendlare 2015                                             | Arbetspendlare 2015 | Arbetspendlare 2015 | Arbetspendlare 2015 | Arbetspendlare 2015 |
| --------------------------------------------------------------- | ------------------- | ------------------- | ------------------- | ------------------- |
|                                                                 |                     |                     |                     |                     |
| Utpendlare till                                                 |                     |                     |                     | st                  |
| Kramfors                                                        | Kramfors            |                     | 376                 | 376                 |
| Sundsvall                                                       | Sundsvall           |                     | 139                 | 139                 |
| Härnösand                                                       | Härnösand           |                     | 82                  | 82                  |
| Örnsköldsvik                                                    | Örnsköldsvik        |                     | 80                  | 80                  |
| Stockholm                                                       | Stockholm           |                     | 73                  | 73                  |
| De fem kommuner med högst antal pendlare från Sollefteå kommun. |                     |                     |                     |                     |

Av de 898 förvärvsarbetarna som pendlande in till Sollefteå kommun var de fem kommuner med högst antal inpendlare Kramfors (285 personer), Örnsköldsvik (70), Strömsund (66), Ragunda (51) och Sundsvall (50).
Nedan presenteras andelen av den förvärvsarbetande befolkningen per sektor (2015).
|  | Offentlig sektor (47,9 %) |

|  | Privat sektor (52,1 %) |

|  | Offentlig sektor (29,3 %) |

|  | Privat sektor (70,7 %) |

|  | Offentlig sektor (67,2 %) |

|  | Privat sektor (32,8 %) |

#### Energi och råvaror
Sollefteå kommun är Sveriges näst största vattenkraftsproducent. I Ångermanälven och dess biflöden Faxälven och Fjällsjöälven producerar 16 större kraftstationer närmare 15 procent av landets vattenkraft.

### Infrastruktur

#### Transporter
Kommunen genomkorsas av riksväg 90, som genom större delen av kommunen löper parallellt med Ångermanälven. Riksväg 87 sammanstrålar med riksväg 90 strax norr om centralorten. Genom kommunen går även länsvägarna 331, 334, 335 och 346. Tätorten Långsele är en järnvägsknut. År 2017 fanns totalt tre järnvägar i kommunen som var klassade som riksintresse för kommunikation – Ådalsbanan, Stambanan genom Övre Norrland samt Järnvägslinjen Forsmo–Hoting.  Numer används inte bandelen mellan Långsele och anslutningen till Botniabanan vid Västeraspby i Kramfors kommun för persontrafik utan endast för viss godstrafik. Stambanan saknar persontrafik varför Långsele station inte längre är ett stopp för persontågen på stambanan.
I kommunen finns Sollefteå flygplats.

#### Sjukvård
Sollefteå sjukhus invigdes vintern 1962 och var då ett det toppmodernt sjukhus. År 2022 bedrevs där vård för 35 000 människor.
Sjukhuset har varit uppe för debatt flera gånger. Inför valet 2022 menade exempelvis Moderaternas förbundsstyrelse i Västernorrland att sjukhuset ska avvecklas. År 2017 stängde BB Sollefteå, något som kom att diskuteras runt om i landet. Protesterna höll i sig och ledde till ockupation, som med undantag för pandemiåren, fortfarande pågick per 2022.

## Befolkning

### Demografi

#### Befolkningsutveckling
Kommunen har 18 334 invånare (31 mars 2025), vilket placerar den på 131:a plats avseende folkmängd bland Sveriges kommuner.
Mellan 1970 och 2015 minskade befolkningen i Sollefteå kommun med 39,0 % jämfört med hela Sveriges befolkning som under samma period ökade med 18,0 %. Åren 2014 till 2016 ökade dock befolkningen, vilket främst förklaras av inflyttning från utlandet. Därefter och fram till 2020 har befolkningstrenden återigen vänt ner.
| Befolkningsutvecklingen i Sollefteå kommun 1970–2020                                                            | Befolkningsutvecklingen i Sollefteå kommun 1970–2020 | Befolkningsutvecklingen i Sollefteå kommun 1970–2020 | Befolkningsutvecklingen i Sollefteå kommun 1970–2020 | Befolkningsutvecklingen i Sollefteå kommun 1970–2020 |
| --- | ---------------------------------------------------- | ---------------------------------------------------- | ---------------------------------------------------- | ---------------------------------------------------- |
| |                                                      |                                                      |                                                      |                                                      |
| År |                                                      |                                                      | Folkmängd                                            |                                                      |
| 1970 | 1970                                                 |                                                      | 27 495                                               |                                                      |
| 1975 | 1975                                                 |                                                      | 26 210                                               |                                                      |
| 1980 | 1980                                                 |                                                      | 26 053                                               |                                                      |
| 1985 | 1985                                                 |                                                      | 25 401                                               |                                                      |
| 1990 | 1990                                                 |                                                      | 24 840                                               |                                                      |
| 1995 | 1995                                                 |                                                      | 23 936                                               |                                                      |
| 2000 | 2000                                                 |                                                      | 21 978                                               |                                                      |
| 2005 | 2005                                                 |                                                      | 20 976                                               |                                                      |
| 2010 | 2010                                                 |                                                      | 20 255                                               |                                                      |
| 2015 | 2015                                                 |                                                      | 19 783                                               |                                                      |
| 2020 | 2020                                                 |                                                      | 18 872                                               |                                                      |
| Anm: Uppgifterna avser förhållandena den 31 december enligt den kommunala indelningen den 1 januari året efter. |                                                      |                                                      |                                                      |                                                      |

#### Befolkningstäthet
Kommunen hade den 31 december 2016 en befolkningstäthet på 3,7 invånare per km², medan den i riket var 24,5 inv/km².

#### Utländsk bakgrund
Den 31 december 2016 utgjorde antalet invånare med utländsk bakgrund (utrikes födda personer samt inrikes födda med två utrikes födda föräldrar) 2 794, eller 14,08 % av befolkningen (hela befolkningen: 19 846 den 31 december 2016). Den 31 december 2002 utgjorde antalet invånare med utländsk bakgrund enligt samma definition 1 063, eller 4,97 % av befolkningen (hela befolkningen: 21 384 den 31 december 2002).
| Bakgrund den 31 december 2016                             | Antal  | Andel   | Varav män | Kvinnor |
| --------------------------------------------------------- | ------ | ------- | --------- | ------- |
| Utrikes födda                                             | 2 430  | 12,24 % | 1 256     | 1 174   |
| Inrikes födda med två utrikes födda föräldrar             | 364    | 1,83 %  | 178       | 186     |
| Inrikes födda med en inrikes och en utrikes född förälder | 819    | 4,13 %  | 409       | 410     |
| Inrikes födda med två inrikes födda föräldrar             | 16 233 | 81,79 % | 8 195     | 8 038   |

#### Invånare efter de vanligaste födelseländerna
Denna tabell redovisar födelseland för Sollefteå kommuns invånare enligt den statistik som finns tillgänglig från Statistiska centralbyrån (SCB). SCB redovisar endast födelseland för de fem nordiska länderna samt de 12 länder med flest antal utrikes födda i hela riket. En person som inte kommer från något av de här 17 länderna har istället av SCB förts till den världsdel som födelselandet tillhör. Personer födda i Sovjetunionen samt de personer med okänt födelseland är också medtagna i statistiken.
| Födelseland 31 december 2016 | Födelseland 31 december 2016      | Födelseland 31 december 2016 | Födelseland 31 december 2016 | Födelseland 31 december 2016 |
| ---------------------------- | --------------------------------- | ---------------------------- | ---------------------------- | ---------------------------- |
| Nr                           | Land/världsdel                    | Antal                        | Andel                        | Andel i hela riket           |
| 1                            | Sverige                           | 17 416                       | 87,76 %                      | 82,15 %                      |
| 2                            | Syrien                            | 386                          | 1,94 %                       | 1,49 %                       |
| 3                            | Eritrea                           | 369                          | 1,86 %                       | 0,35 %                       |
| 4                            | Afrika: Övriga länder             | 276                          | 1,39 %                       | 0,96 %                       |
| 5                            | Finland                           | 227                          | 1,14 %                       | 1,54 %                       |
| 6                            | Europeiska unionen: Övriga länder | 194                          | 0,98 %                       | 2,07 %                       |
| 7                            | Asien: Övriga länder              | 192                          | 0,97 %                       | 2,09 %                       |
| 8                            | Thailand                          | 105                          | 0,53 %                       | 0,40 %                       |
| 9                            | Tyskland                          | 103                          | 0,52 %                       | 0,50 %                       |
| 10                           | Polen                             | 97                           | 0,49 %                       | 0,89 %                       |
| 11                           | Afghanistan                       | 61                           | 0,31 %                       | 0,35 %                       |
| 11                           | Europa utom EU: Övriga länder     | 61                           | 0,31 %                       | 0,72 %                       |
| 13                           | Iran                              | 56                           | 0,28 %                       | 0,71 %                       |
| 14                           | Somalia                           | 48                           | 0,24 %                       | 0,64 %                       |
| 15                           | Irak                              | 47                           | 0,24 %                       | 1,35 %                       |
| 16                           | Sydamerika                        | 42                           | 0,21 %                       | 0,70 %                       |
| 17                           | Norge                             | 39                           | 0,20 %                       | 0,42 %                       |
| 18                           | Turkiet                           | 37                           | 0,19 %                       | 0,47 %                       |
| 19                           | Danmark                           | 31                           | 0,16 %                       | 0,41 %                       |
| 20                           | Nordamerika                       | 23                           | 0,12 %                       | 0,37 %                       |
| 21                           | Bosnien och Hercegovina           | 18                           | 0,09 %                       | 0,58 %                       |
| 22                           | / SFR Jugoslavien/FR Jugoslavien  | 13                           | 0,07 %                       | 0,67 %                       |
| 23                           | Island                            | 2                            | 0,01 %                       | 0,06 %                       |
| 23                           | Okänt födelseland                 | 2                            | 0,01 %                       | 0,01 %                       |
| 25                           | Oceanien                          | 1                            | 0,01 %                       | 0,06 %                       |
| 26                           | Sovjetunionen                     | 0                            | 0,00 %                       | 0,06 %                       |

#### Utländska medborgare
Den 31 december 2016 hade 1 784 invånare (8,99 %), varav 975 män och 809 kvinnor, ett utländskt medborgarskap och saknade samtidigt ett svenskt sådant. Personer som har både utländskt och svenskt medborgarskap räknas inte av Statistiska centralbyrån som utländska medborgare.

## Kultur

### Kulturarv
I Nämforsen, Näsåker finns 6 000 år gamla hällristningar. Där finns 2 595 hällristningar bevarade, vilket gör området till Europas näst största hällristningsplats och Sveriges i särklass största. En annan fornlämning är Gränsö skans som iståndsattes 1657 men som därefter förfallit. Andra fornlämningar är exempelvis Holms gravfält och Björkå gravfält.
År 2022 fanns sju byggnadsminnen i Sollefteå kommun, däribland Sollefteå prästgård, Holms säteri och Gålsjö bruk.

### Kommunvapen
Blasonering: En svart orrhane på silverfält.
Vapnet fastställdes av Kungl Maj:t 1921 och motivet är hämtat från ett pastoratssigill. Efter kommunbildningen i början av 1970-talet fanns ett antal "herrelösa" vapen, men det bestämdes att kommunen skulle föra stadsvapnet i oförändrad form och det registrerades hos PRV 1976.

Boteå landskommun (1959–70) Boteå kommun (1971–73)
Helgums landskommun (1943–70)
Junsele landskommun (1959–70)
Långsele landskommun (1963–70)
Ramsele landskommun (1945–70) Ramsele kommun (1971–73)
Ådals-Lidens landskommun (1952–70)